# Якопо Баччі
Я́копо Ба́ччі (італ. Jacopo Bacci; нар. 19 червня 2005) — італійський футболіст, півзахисник клубу «Падова», який на правах оренди виступає за «Емполі».

## Клубна кар'єра
Вихованець клубу «Падова». 24 квітня 2022 року дебютував в основному складі «Падови» в матчі Серії C проти клубу «Віртус Верона».
31 серпня 2023 року відправився в оренду на два сезони в «Емполі» з опцією подальшого викупу. 2 лютого 2025 року дебютував в основному складі Емполі в матчі Серії A проти «Ювентуса», вийшовши на заміну Ліаму Гендерсону.

## Статистика виступів
Станом на 24 квітня 2025
| Клуб              | Сезон             | Чемпіонат         | Чемпіонат | Чемпіонат | Кубок | Кубок | Єврокубки | Єврокубки | Інші  | Інші | Всього | Всього |
| Клуб              | Сезон             | Дивізіон          | Матчі     | Голи      | Матчі | Голи  | Матчі     | Голи      | Матчі | Голи | Матчі  | Голи   |
| ----------------- | ----------------- | ----------------- | --------- | --------- | ----- | ----- | --------- | --------- | ----- | ---- | ------ | ------ |
| Падова            | 2021–22           | Серія C           | 1         | 0         | 0     | 0     | —         | —         | —     | —    | 1      | 0      |
| Падова            | 2022–23           | Серія C           | 0         | 0         | 1     | 0     | —         | —         | —     | —    | 1      | 0      |
| Падова            | Всього            | Всього            | 1         | 0         | 1     | 0     | 0         | 0         | 0     | 0    | 2      | 0      |
| Емполі            | 2024–25           | Серія A           | 3         | 0         | 3     | 0     | —         | —         | —     | —    | 6      | 0      |
| Всього за кар'єру | Всього за кар'єру | Всього за кар'єру | 4         | 0         | 4     | 0     | 0         | 0         | 0     | 0    | 8      | 0      |